# اوت‌لوک.کام
اوت‌لوک.کام (به انگلیسی: Outlook.com) با نام‌های پیشین ویندوز لایو هات‌میل (به انگلیسی: Windows Live Hotmail)، ام‌اس‌ان هات‌میل (به انگلیسی: MSN Hotmail) با کوته‌نوشت هات‌میل (به انگلیسی: Hotmail) یک سرویس رایگان پست الکترونیک تحت وب از شرکت مایکروسافت و بخشی از گروه ویندوز لایو است. ویندوز لایو هات‌میل در حال حاضر دومین سرویس پست الکترونیک رایگان تحت وب بعد از یاهو میل است.
هات‌میل در سال ۱۹۹۶ توسط شرکت جک اسمیت و سبیر بهاتیا به عنوان یکی از نخستین سرویس‌های رایگان پست الکترونیک تحت وب بنیان گذاره شد. ابتدا لوگوی هات‌میل به صورت HoTMaiL بود تا شبیه HTML (اچ‌تی‌ام‌ال) باشد. شرکت مایکروسافت در سال ۱۹۹۷ سرویس هات‌میل را به مبلغی نزدیک به ۴۰۰ میلیون دلار خریداری کرد. بعد از مدت کمی به MSN Hotmail تغییر نام پیدا کرد و بعد با نام Windows Live Hotmail معرفی شد. ویندوز لایو هات‌میل به صورت رسمی در سال ۲۰۰۵ معرفی و در سال ۲۰۰۷ در اختیار عموم قرار گرفت.
از امکانات ویندوز لایو هات‌میل می‌توان به فضای ۵ گیگابایت آن برای ذخیره پست‌های الکترونیکی، اقدامات امنیتی، فناوری ای‌جکس و یکپارچگی با سرویس‌های ویندوز لایو مسنجر، ویندوز لایو اسپیس، تقویم و تماس‌ها اشاره کرد. این سرویس در ۳۶ زبان در دسترس است و تا پایان سال ۲۰۰۸ میلادی ۲۷۰ میلیون مشترک داشته‌است.

## امکانات
ویندوز لایو هات‌میل نیز مانند اکثر سرویس‌های پست الکترونیک تحت وب از زبان برنامه‌نویسی ای‌جکس استفاده می‌کند که توسط مرورگرهای مختلف مانند اینترنت اکسپلورر، فایرفاکس و سافاری پشتیبانی می‌شود. همچنین از قابلیت میان‌برهای صفحه کلید برای راحتی کار و جستجو برخوردار است.

### امکانات
- پخش صدا

این سرویس دارای یک پخش‌کنندهٔ صدای داخلی است که می‌تواند پست‌های الکترونیک صوتی و پرونده‌های ام‌پی‌تری (به انگلیسی: MP3) را بعد از یک اسکن امنیتی پخش کند.
- یکپارچگی

ویندوز لایو هات‌میل با بسیاری از سرویس‌های گروه ویندوز لایو، نظیر تقویم و پیام‌رسان فوری هماهنگ است.
- قاب خواندن ایمیل

همانند مایکروسافت آفیس آوت‌لوک دارای یک قاب خواندن پست الکترونیکی است که به راحتی و با یک بار کلیک بروی موضوع، می‌توانید محتوای داخل آن را بخوانید. این امکان، قابلیت غیرفعال کردن را دارد.
- امنیت

تمامی پرونده‌ها و سندهای پیوست شده در پست‌های الکترونیک توسط Windows Live OneCare اسکن امنیتی می‌شوند تا از سلامت آن‌ها اطمینان حاصل شود.
- غلط گیر املائی

همانند برنامهٔ مایکروسافت آفیس ورد، ویندوز لایو هات‌میل نیز توانائی پیدا کردن غلط‌های املایی را نیز دارد. کلمه‌هایی که درست نوشته نشدند با خط قرمز در زیر آن کلمه نشان داده می‌شوند و می‌توان با کلیک راست روی آن، کلمهٔ صحیح را پیدا کرد.
- پوسته‌ها

ویندوز لایو هات‌میل به شما پوسته‌های مختلفی را برای زیبائی محیط کار تقدیم می‌کند. پوستهٔ انتخابی شما در تمامی سرویس‌های گروه ویندوز لایو نیز یکسان است.

### ثبت نام
ویندوز لایو هات‌میل خدمات خود را به صورت رایگان در اختیار عموم قرار می‌دهد. کابران می‌توانند برای داشتن ایمیل از دومین‌های Hotmail@ و Live.com@ استفاده کنند.

## تاریخچه

### راه‌اندازی هات‌میل
سرویس اصلی هات‌میل توسط جک اسمیت و سبیر بهاتیا به عنوان یکی از سرویس‌های پست الکترونیک تحت وب تأسیس شد. این سرویس به صورت تجاری در ۴ ژوئیه سال ۱۹۹۶ در روز استقلال آمریکا به همگان معرفی شد که حاکی از آن بود که هر کسی به راحتی می‌تواند از هر کجای دنیا به آن دسترسی داشته باشد. بنابر گزارش‌ها تا تاریخ سپتامبر ۱۹۹۷ این سرویس بیش از ۸٫۵ میلیون مشترک داشته‌است.

### ام‌اس‌ان هات‌میل
در دسامبر سال ۱۹۹۷ سرویس هات‌میل به قیمت تقریبی ۴۰۰ میلیون دلار توسط شرکت مایکروسافت خریداری و جزوی از گروه سرویس‌های ام‌اس‌ان شد. هات‌میل به سرعت جایگاه خودش را در اینترنت پیدا کرد و به بزرگترین سرویس پست الکترونیک تحت وب تبدیل شد. گزارش‌ها حاکی از آن است که هات‌میل بیش از ۳۰ میلیون مشترک فعال تا تاریخ فوریه ۱۹۹۹ داشته‌است.
هات‌میل در ابتدا بر روی مخلوطی از فری بی‌اس‌دی و سیستم‌عامل‌های سولاریس کار می‌کرد. در آن زمان انتقال هات‌میل بروی ویندوز ۲۰۰۰ در قالب پروژه‌ای آغاز می‌شود و مایکروسافت در ماه ژوئن سال ۲۰۰۱ اعلام می‌دارد که این نقل و انتقال به صورت کامل انجام شده‌است ولی بعد از چند روز این شرکت می‌گوید که توابع و تنظیمات DNS این سرویس کماکان به فری بی‌اس‌دی متکی است.
بعد از آن توسعه دهندگان توانستند این سرویس را با برنامه تعیین اعتبار مایکروسافت که Passport (در حال حاضر: ویندوز لایو آی‌دی) نامیده می‌شد هماهنگ کنند و آن را با پیام‌رسان فوری مایکروسافت، ام‌اس‌ان مسنجر (در حال حاضر: ویندوز لایو مسنجر) و شبکه‌های اجتماعی این شرکت، ام‌اس‌ان اسپیس (در حال حاضر: ویندوز لایو اسپیس) یکپارچه کنند. در حین این عملیات در آن زمان، یک اشتباه امنیتی رخ داد که باعث می‌شد هر کس با استفاده از گذرواژهٔ 'eh' وارد حساب‌های کاربری هات‌میل شود. از این اشتباه در آن دوران به بزرگترین رویداد امنیتی تاریخ اینترنت یاد می‌شود. مشکلات و حملاتی امنیتی بار دیگر در سال ۲۰۰۱ گریبانگیر سرویس هات‌میل شد و مشکلاتی را برای آن به وجود آورد.

### ویندوز لایو هات‌میل
سرویس پست الکترونیکی هات‌میل بار دیگر دچار تغییر و تحولاتی شد و به صورت کاملاً جدید تحت نسخه آزمایشی و با نام رمز 'kahuna' در تاریخ ۱ نوامبر ۲۰۰۵ معرفی و در اختیار هزاران آزمایش‌کننده قرار گرفت. این نسخه با شعار «سریعتر، ساده‌تر و ایمن‌تر» به پیش رفت و تعداد آزمایش کنندگان تا پایان سال ۲۰۰۶ به میلیون‌ها نفر رسید. در آن زمان شرکت مایکروسافت اعلام کرد که این سرویس جدید دیگر با نام هات‌میل منتشر نمی‌شود و به ویندوز لایو میل (به انگلیسی: Windows Live Mail) تغییر نام پیدا کرده‌است اما توسعه دهندگان به دلیل سردرگمی آزمایش کنندگان به علت تغییر نام ترجیح دادند که با نام قبلی کار کنند و به همین علت مایکروسافت مجبور به تغییر نام دوباره شد و سرویس جدید، ویندوز لایو هات‌میل (به انگلیسی: Windows Live Hotmail) نام گرفت.
بعد از اتمام دورهٔ آزمایشی این سرویس در کشور هلند به تاریخ ۹ نوامبر ۲۰۰۶ بروی کاربران جدید بازگشایی شد. توسعه نسخه آزمایشی در آوریل ۲۰۰۷ به پایان رسید و ویندوز لایو هات‌میل در روز ۷ مه سال ۲۰۰۷ به صورت رسمی بروی عموم منتشر شد و ۲۶۰ میلیون مشترک به همراه اکانت‌های ام‌اس‌ان هات‌میل می‌توانستند به این سرویس جدید دسترسی داشته باشند. ویندوز لایو هات‌میل برنده جایزهٔ انتخاب سردبیر از مجلهٔ PC Magazine در فوریه ۲۰۰۷ شد و در مارس ۲۰۰۷ سال رتبه ۴ ستاره از ۵ ستاره را کسب کرد.